# Parafia Świętych Apostołów Piotra i Pawła w Lędyczku
Parafia pw. Świętych Apostołów Piotra i Pawła w Lędyczku – rzymskokatolicka parafia należąca do dekanatu Jastrowie, diecezji koszalińsko-kołobrzeskiej, metropolii szczecińsko-kamieńskiej. Została utworzona w 1974 roku. Siedziba parafii mieści się przy ulicy Słowackiego.

## Miejsca święte

### Kościół parafialny
Kościół pw. Świętych Apostołów Piotra i Pawła w Lędyczku
Kościół parafialny został zbudowany w latach 1882–1883, poświęcony w 1946.

### Kościoły filialne i kaplice
- Kościół pw. św. Stanisława w Chwalimiach
- Kościół pw. św. Małgorzaty w Krzywej Wsi
- Kościół pw. Matki Bożej Królowej Polski w Prusinowie